# Carl August von Schimmelthor
Carl August von Schimmelthor (* 17. Juli 1766 in Radebeul; † 11. Januar 1848 in Lecco, Italien) ist vermutlich eine fiktive Figur, die vermeintlich ein deutscher Publizist und Schriftsteller sein soll.

## Eintrag in der Deutschen Biographischen Enzyklopädie
Die Biografie wurde bislang an einziger Stelle und ohne Verweis auf die zugrundeliegenden Quellen in der Deutschen Biographischen Enzyklopädie (DBE) veröffentlicht. Die Angaben der DBE führten im Januar 2011 zu einem Artikel in der deutschsprachigen Wikipedia. Dessen Öffentlichkeit führte in der Folge zu Diskussionen zwischen Wikipedia-Hauptautor Jens Bergner und Mitarbeitern der Sächsischen Biografie über die Vertraubarkeit der Darstellung, deren Inkonsistenz im Februar 2011 zu Zweifeln führte und zur Vermutung, dass es sich um einen sogenannten Fingierten Lexikonartikel handeln könne. Die Sächsische Biografie kümmerte sich in der Folgezeit um eine Klärung bei der Deutschen Biographischen Enzyklopädie.
Die in der DBE ausgewiesenen Lebensdaten waren ursprünglich ohne eingehendere Prüfung in die Datenbank der Sächsischen Biografie übernommen worden, wo sie zwischenzeitlich (2013) als quellenlos gelöscht wurden. Bei Recherchen für einen eigenständigen Artikel stellte sich im Dezember 2010 heraus, dass die einschlägigen Quellen keinerlei Hinweise enthalten, die auf eine Existenz Schimmelthors schließen lassen. Auf Nachfrage teilte die DBE im Oktober 2011 mit, dass die Redaktion aus heutiger Sicht nicht mehr nachvollziehen könne, auf welcher Quellengrundlage die Erstveröffentlichung des Artikels im Jahr 1998 beruhte. Im Januar 2014 wiederveröffentlichte die Sächsische Biografie den Artikel in einer überarbeiteten Form, der dieser unklaren Lage Rechnung trägt. Der hier vorliegende Artikel wurde entsprechend angepasst:

„Da ihm die Lexikografie mittlerweile aber nun einmal zu einem zumindest fiktiven Leben verholfen hat, sind Person und Artikel in der Sächsischen Biografie nicht gelöscht worden, sondern der Autor hat stattdessen im Artikel die Möglichkeit genutzt, die ganze Angelegenheit aufzuklären. Auch Wikipedia folgte diesem Ansatz und verzichtete auf die beantragte Löschung, denn in den gedruckten Lexika führt Schimmelthor seine Existenz schließlich weiter, und früher oder später wäre man also zwangsläufig wieder auf ihn gestoßen.“

## Leben laut DBE

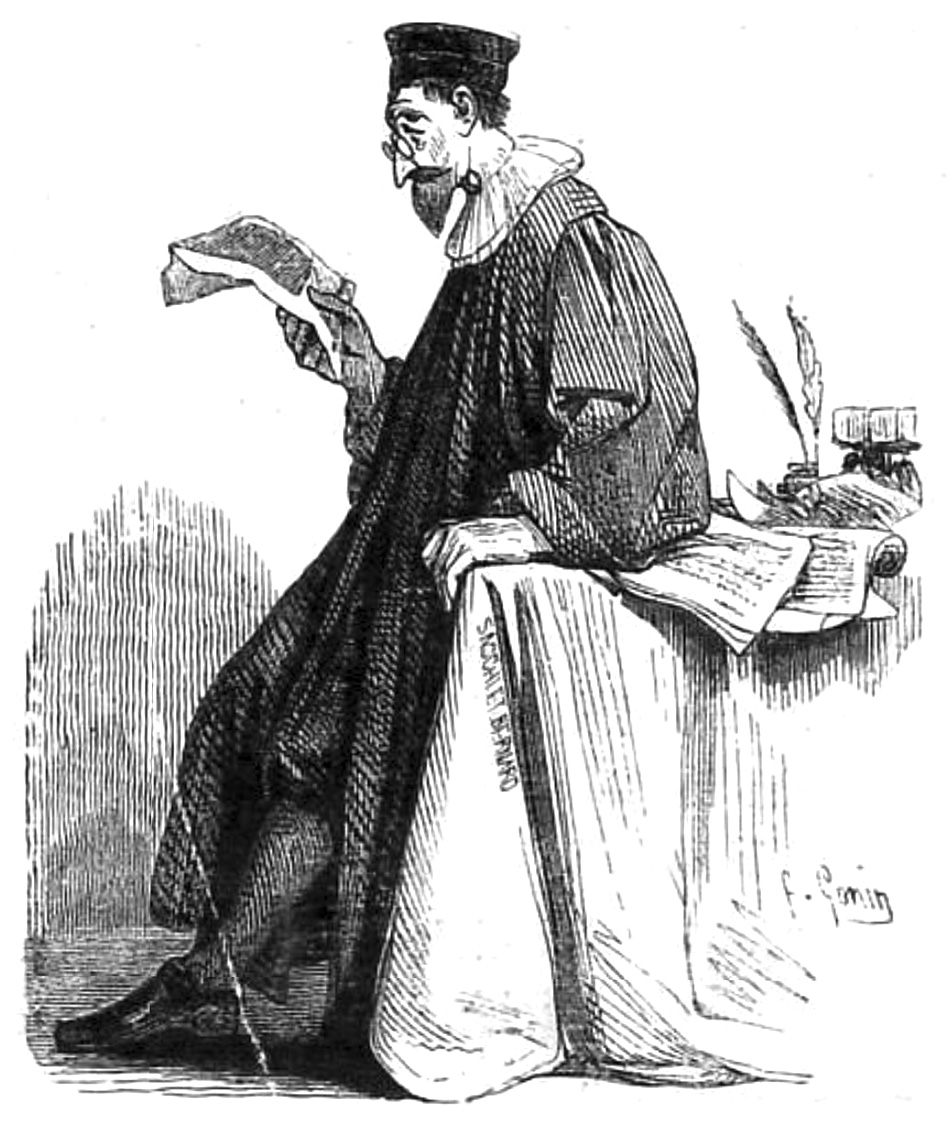
Dottor Azzecca-Garbugli, Illustration von Francesco Gonin in Manzonis Die Brautleute von 1840

Gönner ermöglichten es dem Sohn eines Gerichtsdieners, von 1776 bis 1784 die Fürstenschule in Schulpforta zu besuchen. Daran schlossen sich Studien der Rechtswissenschaft an den Universitäten Jena und Leipzig an, die er 1788 mit der Promotion (Dr. iur.) abschloss.
Schimmelthor arbeitete für die Dreßdnische Frag- und Anzeigen (ab 1808/1811 Dresdner Anzeiger bzw. Dresdner Anzeigen) und die in Leipzig erscheinenden Deutschen Blätter, wo er unter anderem gegen Napoleon gerichtete, patriotische Gedichte veröffentlichte.
Nach seiner freiwilligen Teilnahme an der Völkerschlacht wurde er durch den sächsischen König Friedrich August I. im Folgejahr 1814 geadelt. Durch die Heirat mit der Tochter eines mährischen Freiherrn kam er zu einigem Wohlstand.
Wegen seiner schwachen Gesundheit hielt er sich ab 1820 häufig in Oberitalien auf, wo er ab 1823 in Kontakt mit dem Dichter und Schriftsteller Alessandro Manzoni stand. Ein autobiografisch geprägtes, damals unveröffentlichtes Manuskript Schimmelthors, das erst in jüngster Zeit im Nachlass Manzonis entdeckt wurde (Ein Advokat in Como, Bologna 1998), gab das Vorbild für die Figur des Dottor Azzecca-Garbugli in Manzonis Die Brautleute.
Später unterstützte Schimmelthor den Meraner Politiker und Schriftsteller Gottlieb Putz, seine Heimatstadt zur Kurstadt zu entwickeln.